# Министерство внутренних дел Сингапура
Министерство внутренних дел Сингапура несёт ответственных за общественную безопасность, гражданскую оборону страны и иммиграцию в Сингапур.

## Отделы
Министерство внутренних дел состоят из следующих основных отделов:
- Центральное бюро по борьбе с наркотиками
- Главная Команда академии
- Иммиграционно-пограничный контроля
- Управление внутренней безопасности
- Силы гражданской обороны Сингапура
- Полиция Сингапура
- Сингапурская тюремная служба
- Отдел человеческих ресурсов
- Финансовый отдел
- Юридический отдел

### Агентства
- Администрация контроля деятельности игорных заведений
- Сингапурская корпорация реабилитационных предприятий
- Президентский совет по религиозной гармонии
- Национальный Совет по предотвращению преступности
- Национальный совет по борьбе с наркоманией
- Национальный Совет по предотвращению пожаров